# Szváziföld történelme
A hagyomány szerint Szváziföld mai lakói, a szvázik a 16. század környékén érkeztek erre a területre a mai Mozambikból.

## Brit gyarmatosítás, gyarmati időszak
Az első kapcsolat a britekkel II. Mswati uralkodása alatt jött létre, aki segítséget kért tőlük a zulu törzsek elleni harchoz. A kapcsolat később függő helyzetbe sodorta a szvázi népet. 1894-től 1902-ig a területet Dél-Afrikából irányították, majd 1902-ben közvetlenül brit irányítás alá került. 1921-ben megalakult Szváziföld első törvényhozó testülete, melyben európaiak üléseztek, és hoztak rendeleteket. A testület elrendelte a főbiztosi hivatal felállítását. 1921-ben, Labatsibeni királynő több mint húszéves régenskedése után II. Sobhuza lett az ország királya. 
A gyarmatosítás korai éveiben a britek Szváziföld Dél-Afrikához csatolásával számoltak, azonban a második világháború idején, amikor Dél-Afrikában megerősödött a faji megkülönböztetés, a britek elvetették ezt a tervet, és elkezdték a függetlenség előkészítését. Az 1960-as évek elején erősödött a politikai tevékenység az országban. Több politikai párt alakult, amelyeknek azonban csak a városban voltak támogatóik, és nem vidéken, ahol a szvázik többsége élt. A hagyományos törzsi vezetők II. Sobhuzát tekintették vezetőjüknek. Megalakították a Imbokodvo nemzeti mozgalom (Imbokodvo National Movement, INM) nevű pártot, amelynek célja lett a függetlenség elnyerése. Miközben a helyi politikai erők egyre nehezedő nyomása alatt volt, a brit gyarmati kormány 1964-ben elrendelt egy demokratikus választást, melyben a szvázi nép megválaszthatta az első törvényes parlamentet. A választási kampányban az INM és még négy másik párt harcolt a helyekért, de végül mind a 24 törvényhozási széket az INM nyerte.

## A függetlenség elnyerése
Miután az INM politikai helyzete megszilárdult, egyre radikálisabb módon követelte a függetlenséget. Az Egyesült Királyság kormánya 1966-ban beleegyezett egy alkotmány elfogadásába, melyben rögzítették, hogy Szváziföld alkotmányos monarchia. Ezután, 1967-ben újabb parlamenti választásokat tartottak, mely után 1968. szeptember 6-án kikiáltották az ország teljes függetlenségét.

## A független Szváziföld
A függetlenség elnyerése utáni első választásokat 1972 májusában tartották, melyen az INM a szavazatok 75%-át szerezte meg. A másik nagy párt, a Ngwane National Liberatory Congress (NNLC) a szavazatok 20%-ával három helyet szerzett a törvényhozásban. Ezután II. Sobhuza hatálytalanította az 1968-as alkotmányt, majd felfüggesztette a parlament, a politikai pártok, szakszervezetek működését. Magyarázata szerint megszüntette azokat a politikai gyakorlatokat, melyek összeférhetetlenek a szvázi nép hagyományaival. 1979 januárjában a király egy új parlamentet hívott össze, melyet részben a nép választott, részben pedig Sobhuza jelölt ki. 1982 augusztusában meghalt a király, majd feladatait Dzeliwe királynő vette át, akit Ntombi királynő követett a trónon. 1984-ben az új királlyá Makhosetive herceget választották. A királynő eközben, hogy hatalmát demonstrálja, a tanácsadó testület vezető tagjait elbocsátotta. A herceg ekkor visszatért - Angliában folytatott tanulmányai után - hogy megszüntesse a belső ellentéteket. Őt ezután 1986. április 25-én III. Mswati néven királlyá koronázták. Nem sokkal később az új király megszüntette a tanácsadó testületet. 1987 novemberében új parlamentet választottak, és Mswati kinevezte az új kormányt. 1988-ban és 1989-ben egy illegális politikai párt, a People United Democratic Movement (PUDEMO) kritizálta a királyt, miközben demokratikus reformokat követelt. Ezután politikai vita kezdődött Szváziföld jövőjéről, melynek eredményeként részleges reformokat vezetett be a király. Ennek részeként 1993-ban választásokat tartottak az országban.

## Fordítás
Ez a szócikk részben vagy egészben  a   History_of_Swaziland című angol Wikipédia-szócikk fordításán alapul.  Az eredeti cikk szerkesztőit annak laptörténete sorolja fel. Ez a jelzés csupán a megfogalmazás eredetét és a szerzői jogokat jelzi, nem szolgál a cikkben szereplő információk forrásmegjelöléseként.